# Jackson Bird
Jackson Munro Bird (ur. 11 grudnia 1986 w Sydney) – australijski krykiecista, praworęczny bowler w stylu fast.

## Życiorys
W Sydney grał w lidze okręgowej i w 2011 przeniósł się na Tasmanię, aby grać w tamtejsze reprezentacji stanowej. W rozgrywkach stanowych, Sheffield Shield, debiutował w sezonie 2011/12.  W pierwszym roku w lidze narodowej zdobył 53 wickety przy znakomitej średniej zaledwie 16 runów i w tymże roku został wybrany na najlepszego gracza ligi.
W reprezentacji Australii debiutował 26 grudnia 2012 w meczu ze Sri Lanką zdobywając w tym meczu cztery wickety